# 南京市中华中学
南京市中华中学校本部位于中国江苏省南京市秦淮区中华路369号，始建于1899年，为江苏省四星级中学，国家级示范高中，截至2012年已有教学班52个，学生2549人，教职工213人。目前该校拥有3个校区，高中部已经迁移至建邺区兴隆大街208号，初中部则分布在原中华中学校区以及河西新校区。原中华中华校区内的育群中学旧址建于民国时期，具有早期西方现代建筑风格。
2022年8月30日，学校雨花校区（雨花台区育德路28号[15] ）投入使用，与兴隆校区一体化办学。

## 校史
- 1899年英国基督会传教士、加拿大人马林（英語：W.E.Macklin）医生扩建设于花市大街的“义学馆”，于中华路西侧创办“基督中学”。
- 1926年更名为“爱群中学”，并在中华路的街对面（东侧）办起“明育女中”。
- 1929年男生部的“爱群中学”与女生部的“明育女中”合并，称为“育群中学”。
- 1951年并入位于许家巷1940年建校的“南京市立第一女子中学”（1946年前称作“南京市立女子中学”），校址设在中华路上。
- 1953年被确定为江苏省省级重点中学。
- 1968年在文化大革命中更名为“南京市东方红中学”。
- 1980年被确定为首批办好的江苏省重点中学。
- 1983年更名为“南京市中华中学”。
- 2001年被评为中国国家级示范高中。
- 2004年，学校被确定为首批江苏省四星级普通高中。
- 2009年，学校通过江苏省四星级普通高中复评。
- 2011年，学校高中部整体搬迁至河西新校区（建邺区兴隆大街208号），秦淮区中华路369号成为独立的公办初中——南京市中华中学初中部。
- 2022年8月30日，学校雨花校区（雨花台区育德路28号[15] ）投入使用，与兴隆校区一体化办学。

## 歷任校長
- 马林，创始人，1899年-1926年任校长。
- 林媚凌，美国人，1926-1929年任爱群中学、育群中学校长。
- 汪时长，1926年-1929年任明育女中校长。
- 蔡汝霖，1929年-1930年、1936年-1951年任育群中学校长，1951年起任第一女中副校长。
- 鲍文年，1930年-1935年任育群中学校长。
- 萧德庆，1938年-1945年，任育德中学校长。
- 杨九鸣、徐公美，1940年-1941年先后兼任市立女子中学校长。
- 颜任衡，1941年-1945年任市立女子中学校长。
- 王淑敏，1945年-1948年任市立一女中校长。
- 史希祥，1983年-1994年任中华中学校长。
- 朱其驎，1994年-2007年2月任中华中学校长。
- 钱汉平，2007年-2010年9月任中华中学校长。
- 毕泳慈，2010年8月-2019年7月。
- 徐飞，2019年7月-2022年12月。
- 朱征，2023年5月-

## 校歌
- 南京市中华中学校歌
- 南京市立第一女子中学校歌
- 我爱我中华中学

## 著名校友
袁木、孙震、王晓棠、唐鹏、卞恺、魏正耀、叶振声、查曼若、童正维、徐颖、柳坤、高凌峰、黄文、袁亚非等。

## 图集

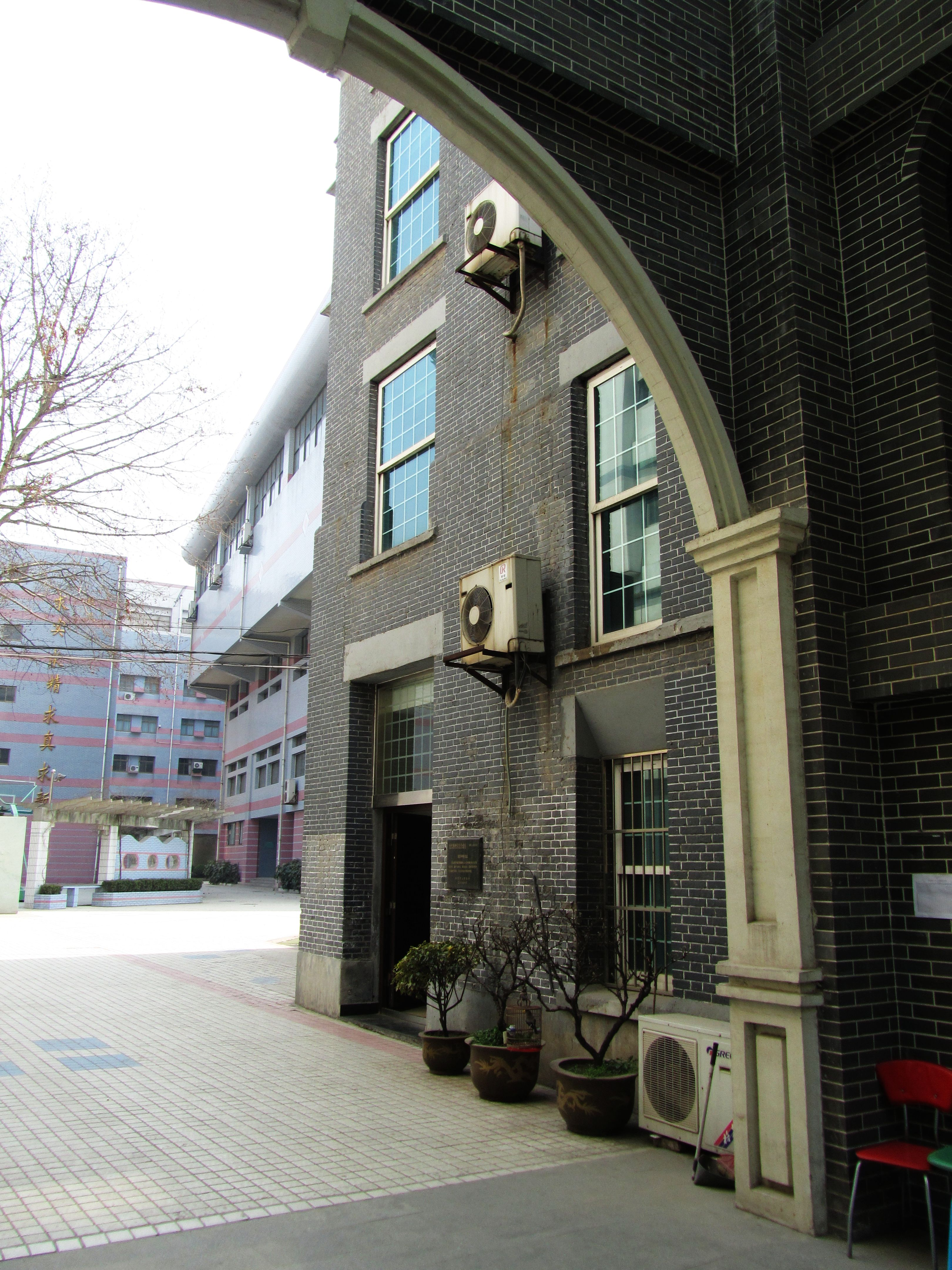
育群中学旧址，门内
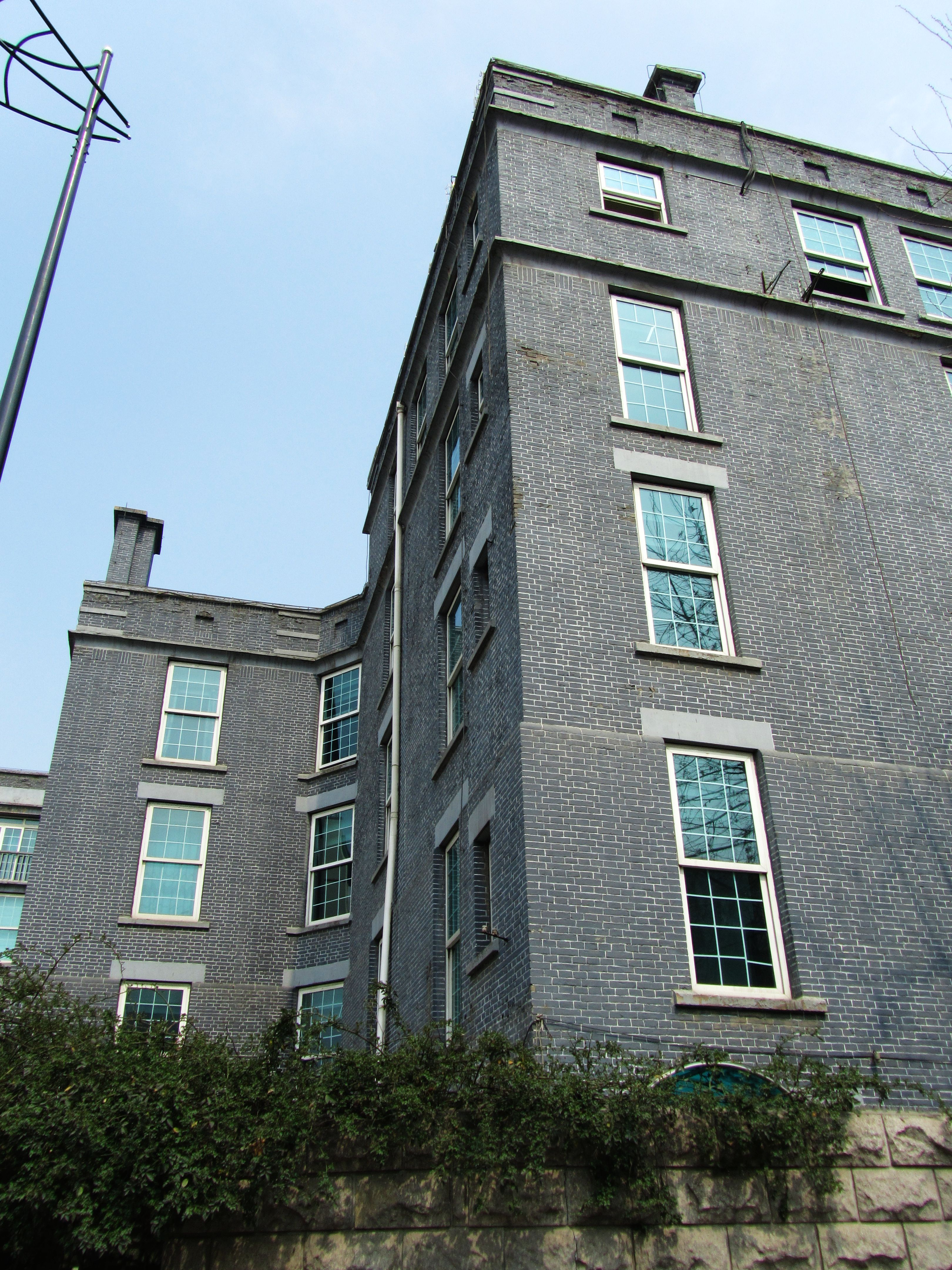
育群中学旧址，沿南马路
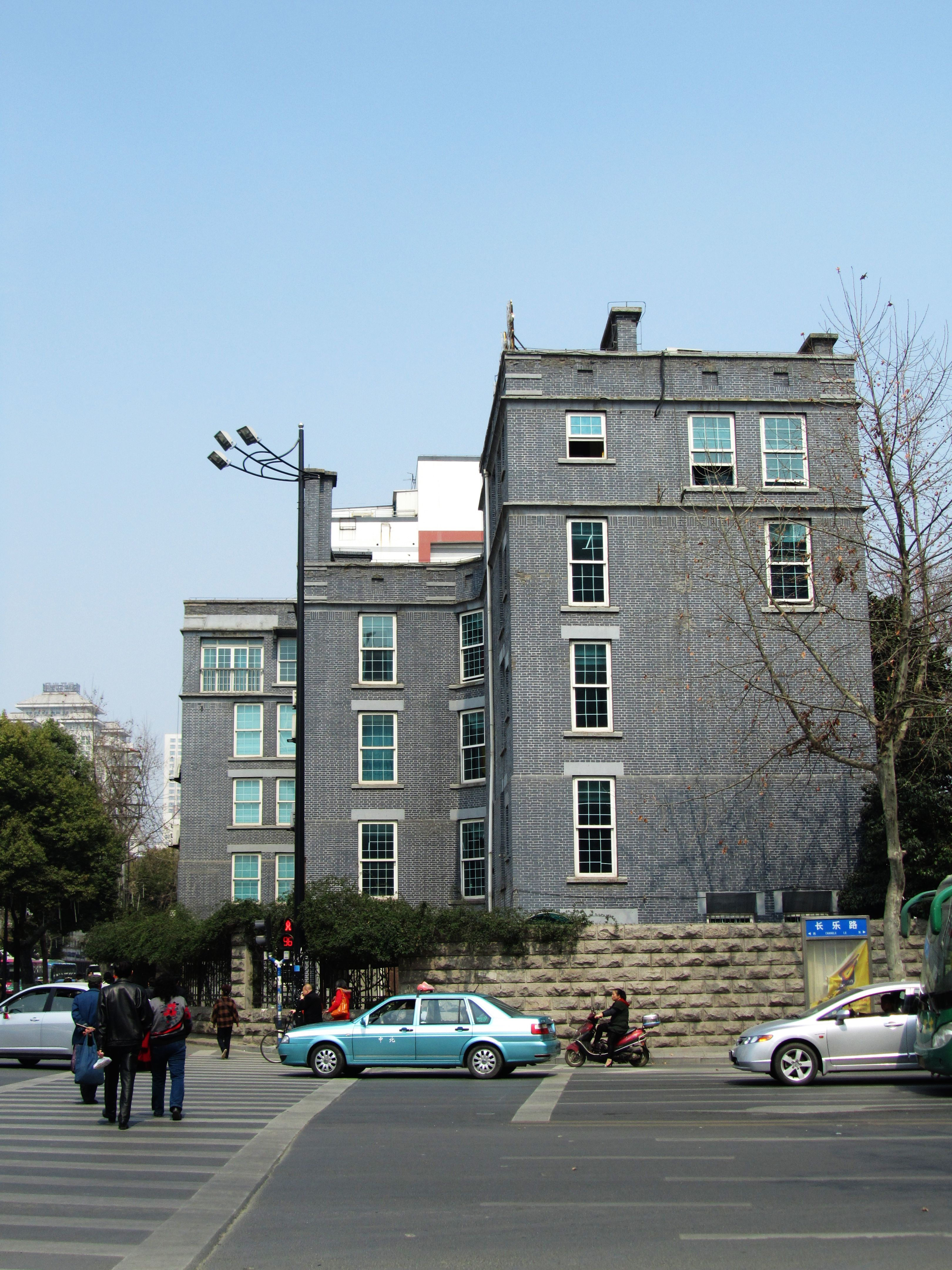
育群中学旧址，沿南马路